# Cillaeopeplus infimus
Cillaeopeplus infimus är en skalbaggsart som först beskrevs av Sharp 1878.  Cillaeopeplus infimus ingår i släktet Cillaeopeplus och familjen glansbaggar. Inga underarter finns listade i Catalogue of Life.